# Eotylopus
Eotylopus — вимерлий рід родини Oromerycidae. Рід містить такі види:  Eotylopus reedi. Скам'янілості виявлено в Канаді (Саскачеван) та США (Каліфорнія, Колорадо, Небраска, Техас, Вайомінг) — всього 15 колекцій.